# Lijst van beschermd erfgoed in Stoumont
Onderstaande tabel geeft een overzicht van de beschermde erfgoederen in de gemeente Stoumont. Het beschermd erfgoed maakt deel uit van het cultureel erfgoed in België.
| Object | Bouwjaar/architect | Deelgemeente    | Adres               | Coördinaten                   | Nummer?                | Afbeelding |
| --- | ------------------ | --------------- | ------------------- | ----------------------------- | ---------------------- | --- |
| Hoeve (M) | 18e eeuw           | Stoumont        | Village 49          | 50° 24' 27" NB, 5° 48' 18" OL | 63075-CLT-0001-01 Info | |
| Hoeve (M) | 18e eeuw           | Stoumont        | Village 58          | 50° 24' 31" NB, 5° 48' 24" OL | 63075-CLT-0002-01 Info | |
| Sint-Annakapel (M) ensemble van de kapel en diens omgeving (S) |                    | Stoumont        | Route d'Amblève     | 50° 24' 38" NB, 5° 49' 44" OL | 63075-CLT-0003-01 Info | Sint-Annakapel (M)ensemble van de kapel en diens omgeving (S) |
| Fagne de Pansîre (S) |                    | Stoumont        |                     | 50° 25' 55" NB, 5° 48' 10" OL | 63075-CLT-0004-01 Info | |
| Huis (M) |                    | La Gleize       | Monceau 1-2         | 50° 23' 34" NB, 5° 49' 16" OL | 63075-CLT-0005-01 Info | |
| Kapel Saint-Gilles en de omringende beuken (S) |                    | Chevron         | Chauveheid          | 50° 22' 28" NB, 5° 44' 24" OL | 63075-CLT-0006-01 Info | Kapel Saint-Gilles en de omringende beuken (S) |
| Uitbreiding van de site gevormd door de kapel Saint-Gilles en de omringende beuken (S)                                                                                    |                    | Chevron         | Chauveheid          | 50° 22' 29" NB, 5° 44' 24" OL | 63075-CLT-0008-01 Info | |
| Hoeve (M) | 1803               | La Gleize       | Borgoumont 54       | 50° 25' 26" NB, 5° 51' 37" OL | 63075-CLT-0011-01 Info | |
| Hoeve (M) | 1836               | La Gleize       | Borgoumont 15       | 50° 25' 27" NB, 5° 51' 36" OL | 63075-CLT-0012-01 Info | |
| Hoeve (M) | 1771               | La Gleize       | Cheneux 13          | 50° 23' 43" NB, 5° 48' 59" OL | 63075-CLT-0013-01 Info | |
| Ensemble van de kerk Saint-Georges en diens omgeving (S) |                    | Lorcé           |                     | 50° 25' 3" NB, 5° 43' 59" OL  | 63075-CLT-0015-01 Info | Ensemble van de kerk Saint-Georges en diens omgeving (S) |
| Ensemble van de molen Mignolet en de landelijke omgeving (S) |                    | Lorcé           | Le Moulin 85        | 50° 24' 43" NB, 5° 44' 31" OL | 63075-CLT-0016-01 Info | Ensemble van de molen Mignolet en de landelijke omgeving (S) |
| Ensemble van de kerk Saint-Paul en de oude begraafplaats (S) |                    | Rahier          |                     | 50° 23' 9" NB, 5° 46' 40" OL  | 63075-CLT-0017-01 Info | Ensemble van de kerk Saint-Paul en de oude begraafplaats (S) |
| Kerk Saint-Paul (M) |                    | Rahier          |                     | 50° 23' 9" NB, 5° 46' 42" OL  | 63075-CLT-0018-01 Info | |
| Terrein met jeneverbesstruiken (S) |                    | La Gleize       | Cour                | 50° 26' 34" NB, 5° 52' 1" OL  | 63075-CLT-0020-01 Info | |
| Muur van het kerkhof rond de kerk Saint-Paul en overblijfselen van het versterkte huis (M) ensemble van de kerk, de begraafplaats, het versterkte huis en de omgeving (S) |                    | Rahier          |                     | 50° 23' 10" NB, 5° 46' 45" OL | 63075-CLT-0021-01 Info | Muur van het kerkhof rond de kerk Saint-Paul en overblijfselen van het versterkte huis (M) ensemble van de kerk, de begraafplaats, het versterkte huis en de omgeving (S) |
| Ensemble van het kasteel van Froidcourt en diens omgeving (S) |                    | Stoumont        | route d'Amblève n°8 | 50° 24' 24" NB, 5° 48' 58" OL | 63075-CLT-0022-01 Info | Ensemble van het kasteel van Froidcourt en diens omgeving (S) |
| Hoeve: gevels en daken (M) ensemble van de hoeve, de fontein en de vallei van de beek van het Mathy-bos (S)                                                               |                    | Lorcé           | n°66, Chession      | 50° 24' 26" NB, 5° 45' 9" OL  | 63075-CLT-0023-01 Info | |
| Huis: gevels, puntgevels en dak (M) |                    | La Gleize       | Exbomont 46         | 50° 25' 23" NB, 5° 53' 58" OL | 63075-CLT-0024-01 Info | |
| Gevels van de vakwerkhoeve uit de 16e eeuw, de uitbreiding uit de 19e eeuw, leisteendaken (M)                                                                             |                    | Rahier          | Martinville 20      | 50° 23' 17" NB, 5° 47' 10" OL | 63075-CLT-0026-01 Info | |
| Uitbreiding van de site van Fonds de Quarreux (S, PEX) |                    | Stoumont, Lorcé |                     | 50° 25' 50" NB, 5° 43' 40" OL | 63075-CLT-0027-01 Info | |